# Бољев Дол
Бољев Дол или Баљев Дол (буг. Болев дол) је насеље у Србији у општини Димитровград у Пиротском округу. Према попису из 2022. био је 1 становник.

## Име
Према легенди село је добило назив од црновунаца (некадашњих овчара). Они су били у сталној потрази за идеалним местом за становањем. Та потрага је трајала доста дуго, али никако нису могли да нађу такво место. Напокон су нашли идеално место: ливаде препуне сочне траве за њихове овце и бројне потоке и изворе којима су утољивали своју и жеђ својих оваца. То место назваше Бољев Дол (најбољи до) и ту се настанише.
Од тог доба па све до 01.01.1966. село се тако и звало. 01.01.1966. нечијом грешком (у писању или читању) село добија име Баљев Дол. О промени назива нису упознати ни у Општини Димитровград, иако им из Републичког завода за статистику шаљу Регистар насеља како би ажурирали и документовали грешке и промене. Насељу је враћено старо име 2008. године (Сл. лист Г. Ниша 79/08).

## Географија
Бољев Дол се налази на крајњем југоистоку Србије у пиротском округу у Општини Димитровград. Налази се на 43°7'4" северно од екватора и 22°55'17" источно од почетног меридијана. На надморској висини од 870 метара (према сателиту) или 841 метар према ауто навигацији. Село се сместило у котлину обавијену јасеновом шумом. Овако ушушкано није видљиво ни из непосредне близине ни са Гугловог сателита. Налази се на тачно 40 km од Пирота (преко Планинарског дома) и на 30-35 km од Димитровграда.
Према попису становништва из 1948. године, Бољев Дол је имао 251 становника.

## Демографија
У насељу Бољев Дол живи 5 пунолетних становника, а просечна старост становништва износи 59,9 година (55,8 код мушкараца и 66,0 код жена). У насељу је 2002. године било 5 домаћинстава, а просечан број чланова по домаћинству био је 1,60.
Ово насеље је у потпуности насељено Бугарима (према попису из 2002. године).
|  |

| Демографија | Демографија | Демографија |
| Година      | Становника  | Становника  |
| ----------- | ----------- | ----------- |
| 1948.       | 251         |             |
| 1953.       | 246         |             |
| 1961.       | 184         |             |
| 1971.       | 131         |             |
| 1981.       | 66          |             |
| 1991.       | 29          | 29          |
| 2002.       | 8           | 8           |
| 2011.       | 5           |             |
| 2022.       | 1           |             |

| Етнички састав према попису из 2002.‍ | Етнички састав према попису из 2002.‍ | Етнички састав према попису из 2002.‍ | Етнички састав према попису из 2002.‍ | Етнички састав према попису из 2002.‍ |
| ------------------------------------ | ------------------------------------ | ------------------------------------ | ------------------------------------ | ------------------------------------ |
|                                      |                                      |                                      |                                      |                                      |
| Бугари                               | Бугари                               |                                      | 8                                    | 100,0%                               |

| Година пописа     | 1948. | 1953. | 1961. | 1971. | 1981. | 1991. | 2002. |
| ----------------- | ----- | ----- | ----- | ----- | ----- | ----- | ----- |
| Број домаћинстава | 52    | 50    | 45    | 38    | 27    | 16    | 5     |

| Број чланова      | 1 | 2 | 3 | 4 | 5 | 6 | 7 | 8 | 9 | 10 и више | Просек |
| ----------------- | - | - | - | - | - | - | - | - | - | --------- | ------ |
| Број домаћинстава | 2 | 3 | 0 | 0 | 0 | 0 | 0 | 0 | 0 | 0         | 1,60   |

| Пол    | Укупно | Неожењен/Неудата | Ожењен/Удата | Удовац/Удовица | Разведен/Разведена | Непознато |
| ------ | ------ | ---------------- | ------------ | -------------- | ------------------ | --------- |
| Мушки  | 2      | 1                | 1            | 0              | 0                  | 0         |
| Женски | 6      | 0                | 1            | 4              | 1                  | 0         |
| УКУПНО | 8      | 1                | 2            | 4              | 1                  | 0         |

| Пол    | Укупно                    | Пољопривреда, лов и шумарство | Рибарство                            | Вађење руде и камена | Прерађивачка индустрија       |
| ------ | ------------------------- | ----------------------------- | ------------------------------------ | -------------------- | ----------------------------- |
| Мушки  | 1                         | 1                             | 0                                    | 0                    | 0                             |
| Женски | 3                         | 3                             | 0                                    | 0                    | 0                             |
| УКУПНО | 4                         | 4                             | 0                                    | 0                    | 0                             |
| Пол    | Производња и снабдевање   | Грађевинарство                | Трговина                             | Хотели и ресторани   | Саобраћај, складиштење и везе |
| Мушки  | 0                         | 0                             | 0                                    | 0                    | 0                             |
| Женски | 0                         | 0                             | 0                                    | 0                    | 0                             |
| УКУПНО | 0                         | 0                             | 0                                    | 0                    | 0                             |
| Пол    | Финансијско посредовање   | Некретнине                    | Државна управа и одбрана             | Образовање           | Здравствени и социјални рад   |
| Мушки  | 0                         | 0                             | 0                                    | 0                    | 0                             |
| Женски | 0                         | 0                             | 0                                    | 0                    | 0                             |
| УКУПНО | 0                         | 0                             | 0                                    | 0                    | 0                             |
| Пол    | Остале услужне активности | Приватна домаћинства          | Екстериторијалне организације и тела | Непознато            | Непознато                     |
| Мушки  | 0                         | 0                             | 0                                    | 0                    | 0                             |
| Женски | 0                         | 0                             | 0                                    | 0                    | 0                             |
| УКУПНО | 0                         | 0                             | 0                                    | 0                    | 0                             |

## Знаменитости
У селу се налази црквица Светог Архангела Михаила, који је заштитник села и сеоска слава. По усменим предањима мештана црква датира из 12. (или 14.) века. Непосредно поред цркве налази се извор, који и данас кваси и руши темеље цркве. Након Другог светског рата, када је почео да се топи снег са планине, потпомогнут извором, претила је опасност да црква буде однесена. Омладинци који су тада живели у селу изашли су да спасу цркву и скренули су воду. Због овог чина били су кажњени. Након извесног времена ситуација се поновила. Сада нико није смео да спречи катастрофу. Трагедија се догодила, вода је у неповрат однела многе вредне предмете и два зида цркве. Два иконописана зида су до краја 80-их година, била изложена сунцу и киши, када црква бива стављена под заштиту државе. Мајстори који су радили на рестаурацији нису ваљано одрадили свој посао. Опет по предању мештана, нашли су златан мач у једном од два гроба који се налазе непосредно поред цркве. Новоизграђени зидови и данас нису иконописани.
У селу се још налази и чесма која датира из турског времена. Њу је саградио турски ага чији је конак био у селу удаљеном 5 km од овог села. Њему се ова вода толико допала, да је саградио чесму на којој је слуга свакодневно точио воду и носио је свом господару. Ова чесма, колико је познато, никада није пресушила. Вода са ове чесме има и лети и зими приближну температуру и веома је лака за пиће. Неки неразумни људи, у потрази за златом, копали су поред темеља и резервоара. На тај начин могли су да униште највеће сеоско богатство.
У селу и око њега налази се 11 камених крстова (не рачнајући она два поред цркве), које су нажалост оскрнавили и оборили опет трагачи за златом.